# Raffadali
Raffadali ist eine Stadt im Freien Gemeindekonsortium Agrigent in der Region Sizilien in Italien.

## Lage und Daten
Raffadali liegt 16 Kilometer nördlich von Agrigent. Hier wohnen 11.877 Einwohner (Stand 31. Dezember 2023), die hauptsächlich in der Landwirtschaft arbeiten.
Die Nachbargemeinden sind Agrigent, Joppolo Giancaxio, Sant’Angelo Muxaro und Santa Elisabetta.
Raffadali ist Geburtsort des ehemaligen sizilianischen Ministerpräsidenten Salvatore Cuffaro (UDC).

## Geschichte
Die Stadt ist arabischen Ursprungs. 1507 wurde der heutige Ort von Pietro Montaperto gegründet.

## Sehenswürdigkeiten
Die Pfarrkirche liegt an der Piazza Progresso und wurde im 16. Jahrhundert erbaut, im Inneren befindet sich ein Sarkophag aus römischer Zeit.